# Galina Grigorjeva
Galina Grigorjeva (født 2. december 1962 i Simferopol) er en ukrainsk-estisk komponist.
Hun studerede på Odesa konservatoriet og St Petersburg konservatoriet. Senere flyttede hun til Tallinn for at studere hos Lepo Sumera og har siden boet i Estland.
Flere er Grigorjevas værker er udgivet på det danske forlag Edition S.
I Danmark har korværket "Between the Earth and the Skies" været opført i Trinitatis Kirke i 2023 og udsendt på DR P2.
Grigorjeva har modtaget en række priser, blandt andet Heino Eller-musikprisen og Lepo Sumera komponistprisen,
og i 2015 vandt CD'en med hendes "In Paradisum" prisen for bedste klassisk album ved Eesti Muusikaauhinnad (den estiske musikpris).